# Godefroid Kurth

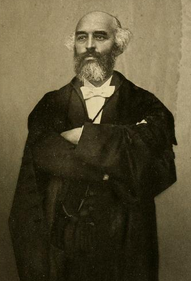
Godefroid Kurth

Godefroid Kurth (* 11. Mai 1847 in Arlon; † 4. Januar 1916 in Asse) war ein belgischer Historiker. Bekannt wurde er für seine Geschichte der Stadt Lüttich im Mittelalter und seine Geschichte Belgiens, für die katholisch geprägten Origines de la civilisation moderne zur Entwicklung des modernen Europa sowie für seine Verteidigung des mittelalterlichen Zunftwesens.

## Leben

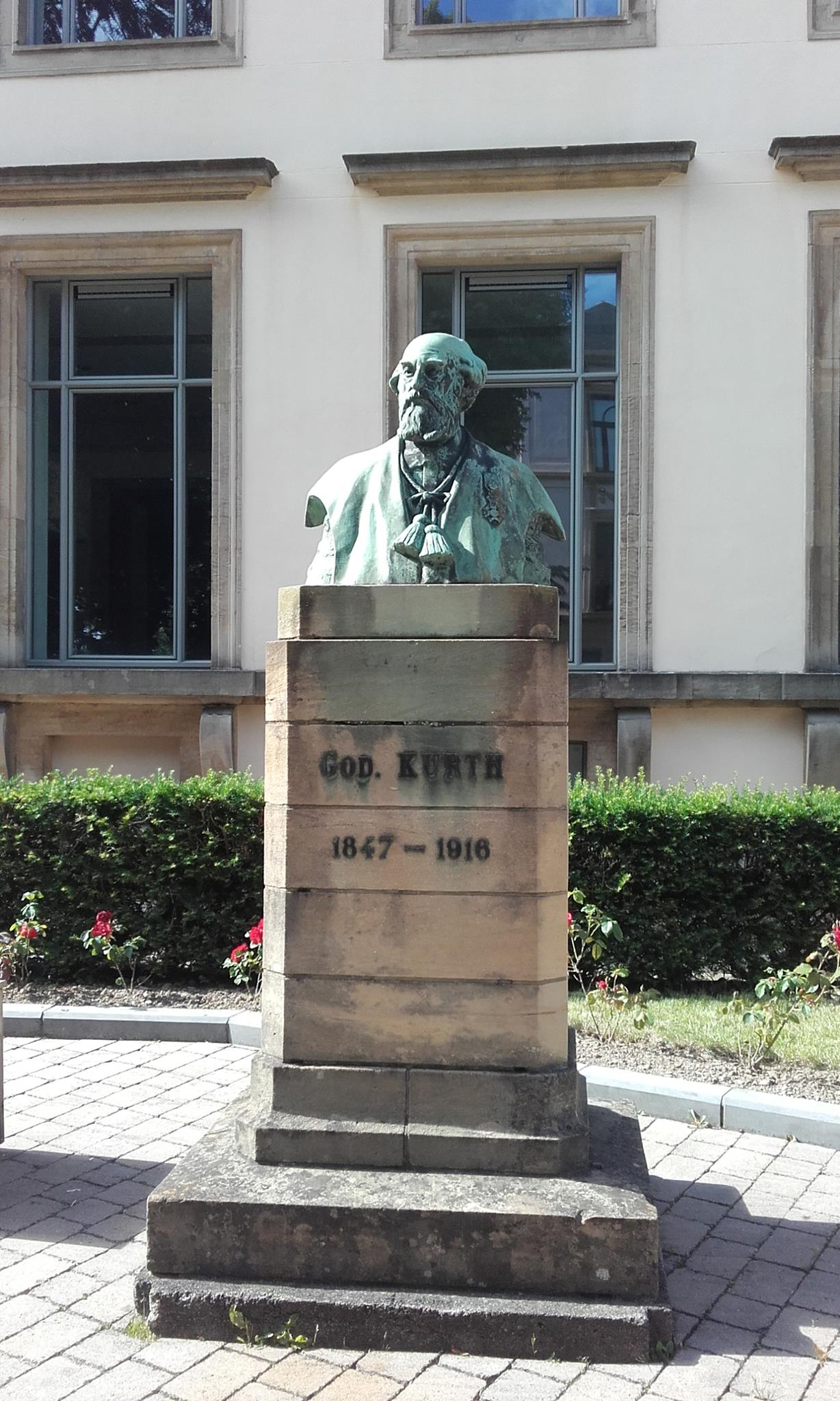
Godefroid Kurth Büste in Arlon

Sein Vater stammte aus Köln, war Soldat und später Polizeikommissar in Arlon, seine Mutter aus Arlon, so dass er in Luxemburgischer Sprache aufwuchs. Er besuchte das Athenäum in Arlon und Lüttich, wobei er als Schüler mehrere landesweite Preise gewann, und studierte an der École normale in Lüttich mit dem Abschluss 1869. Danach unterrichtete er Geschichte am Athenäum in Lüttich. 1873 wurde er promoviert (Caton l’ancien, étude biographique, dt. Biographie Cato des Älteren) und Professor an der Universität Lüttich. 1906 verließ er die Universität, nachdem er aufgrund seiner streng katholischen Positionen erhebliche Schwierigkeiten bekommen hatte. Darüber hinaus setzte sich Kurth vor allem für den Erhalt und die Pflege der deutschen Sprache ein und gründete zu diesem Zweck im Jahr 1893 den „Verein zur Pflege und Hebung der deutschen Muttersprache im deutschsprechenden Belgien“. Nach dem Ausbruch des Ersten Weltkrieges ließ er dieses Engagement ruhen und der Verein wurde später aufgelöst. Erst im Jahr 1931 wurde unter anderem durch den Germanisten Heinrich Bischoff im Grenzort Tintingen der „Bund der Deutsch-Belgier“ gegründet, der die Vision Kurths wiederbeleben und fortführen sollte.
Kurth befasste sich mit dem Frankenreich, besonders den Merowingern, unter anderem mit einer Biographie von Chlodwig I., dem Hochmittelalter, der Geschichte der Stadt Lüttich im Mittelalter und Belgiens, und mit Kirchengeschichte. Außerdem untersuchte er die Geschichte der Sprachgrenze in Belgien mit Hilfe der Etymologie von Ortsnamen.
Er vertrat sowohl in seinen wissenschaftlichen Ansichten als auch in der Lehre aktiv eine katholische Sicht, bekämpfte die Geschichtsauffassung protestantischer Historiker wie Leopold von Ranke und schrieb Schulbücher über Geschichte aus katholischer Sicht. Er war mit Henri Pirenne befreundet, der sein Schüler in Lüttich war. 1893 bis 1903 war er politisch in Lüttich für die Christlichen Demokraten aktiv.
Eine der wichtigen Verkehrsadern Lüttichs, entlang der Maas, wurde ihm zu Ehren in Quai Godefroid Kurth genannt.
1891 wurde er korrespondierendes und 1894 volles Mitglied der Académie royale des Sciences, des Lettres et des Beaux-Arts de Belgique.

## Schriften
- Les origines de la civilisation moderne 1886
- Histoire poétique des Mérovingiens, 1893, Gallica
- Clovis 1896
- Notger de Liège et la civilisation au Xe siècle, 1905
- La cité de Liège au Moyen Age, 1909
- La frontière linguistique en Belgique et dans le Nord de la France, 1898
- L’église aux tournants de l’histoire 1898
- Sainte Clotilde 1897
- Sainte Boniface 1902
- La nationalité belge 1913
- Notre nom national 1910
- Qu’est-ce que le moyen âge ?, Congrès international des catholiques, Freiburg, 19. August 1897, wikisource
- Étude Franques, Band 1, Paris, Brüssel, 1919, Gallica
- Das deutsche Belgien und der Deutsche Verein, Arlon und Aubel 1896
- Saint Grégoire de Tours et les études classiques au VIe siècle, 1878
- La lèpre en Occident avant les Croisades, 1891
- Les Nationalités en Auvergne au VIe siècle, 1900
- Les Ducs et les comtes d’Auvergne au VIe siècle, 1900